# Prades (Haute-Loire)
Prades település Franciaországban, Haute-Loire megyében. Lakosainak száma 72 fő (2022. január 1.). Prades Charraix, Cubelles, Monistrol-d’Allier, Saint-Bérain és Saint-Julien-des-Chazes községekkel határos.

## Népesség
A település népességének változása:
| Lakosok száma | 116  | 113  | 57   | 60   | 67   | 66   | 64   | 62   | 61   | 72   |
|               | 1968 | 1982 | 1990 | 2006 | 2013 | 2015 | 2017 | 2019 | 2020 | 2022 |